# Copa América 1920
Copa América 1920 – czwarte mistrzostwa kontynentu południowoamerykańskiego, odbyły się w dniach 11 września – 3 października 1920 roku w Chile. Uczestniczyły w nich cztery reprezentacje (te same co dotychczas): Argentyny, Urugwaju, Brazylii i Chile. Grano systemem każdy, z każdym, a o zwycięstwie w turnieju decydowała końcowa tabela.

## Uczestnicy

### Argentyna
| Zawodnik                 | Klub                      |
| ------------------------ | ------------------------- |
| Atilio Badalini          | Newell’s Old Boys Rosario |
| Florindo Bearzotti       | Belgrano Rosario          |
| Rodolfo Bruzzone         | CS Palermo                |
| Pedro Calomino           | Boca Juniors              |
| Antonio Roque Cortella   | Boca Juniors              |
| Antonio De Miguel        | Newell’s Old Boys Rosario |
| Miguel Dellavalle        | Belgrano Córdoba          |
| Raúl Echeverría          | Estudiantes La Plata      |
| Ángel Frumento           | CA Banfield               |
| Julio Libonatti          | Newell’s Old Boys Rosario |
| Fausto Lucarelli         | CA Banfield               |
| Juan Salvador Presta     | Porteño Buenos Aires      |
| Américo Miguel Tesoriere | Boca Juniors              |
| Eduardo Uslenghi         | Porteño Buenos Aires      |

### Brazylia
| Zawodnik                        | Klub                         |
| ------------------------------- | ---------------------------- |
| Ismael ALVARIZA                 | Brasil Pelotas               |
| AYRTON Bacci de Araújo          | Fluminense FC                |
| CASTELHANO – Cypriano Nunes     | Santos FC                    |
| CLAUDIONOR Corrêa               | Bangu AC                     |
| CONSTANTINO Mollitsas           | Santos FC                    |
| Joāo DE MARÍA                   | Andaraí Rio de Janeiro       |
| Agostinho FORTES Filho          | Fluminense FC                |
| JAPONÊS – Adhemar Martins       | CR Flamengo                  |
| Durval JUNQUEIRA Machado        | CR Flamengo                  |
| Júlio KUNTZ Filho               | CR Flamengo                  |
| Álvaro MARTINS                  | São Cristóvão Rio de Janeiro |
| RODRIGO Antonio Brandāo         | CR Flamengo                  |
| Augusto María SISSON            | CR Flamengo                  |
| TELEFONE – José de Almeida Neto | CR Flamengo                  |
| ZEZÉ I – José Guimarăes         | Fluminense FC                |
| Trener: Sylvio LAGRECA          |                              |

### Chile
| Zawodnik                    | Klub                          |
| --------------------------- | ----------------------------- |
| Hernando Bolados            | Santiago Wanderers            |
| Aurelio Domínguez           | Artillero de Costa Talcahuano |
| Humberto Elgueta            | Gold Cross Talcahuano         |
| Alfredo France              | Gold Cross Talcahuano         |
| Manuel Guerrero             | La Cruz Valparaíso            |
| Horacio Muñoz               | CD Fernández Vial             |
| Blas Parra                  | Artillero de Costa Talcahuano |
| Ulises Poirier              | La Cruz Valparaíso            |
| Víctor Toro                 | Unión Atlético                |
| Ramón Unzaga                | Estrella del Mar Talcahuano   |
| Víctor Varas                | Artillero de Costa Talcahuano |
| Pedro Vergara               | Santiago Wanderers            |
| Trener: Juan Carlos Bertone |                               |

### Urugwaj
| Zawodnik               | Klub                      |
| ---------------------- | ------------------------- |
| Manuel Beloutas        | Universal Montevideo      |
| Antonio Cámpolo        | CA Peñarol                |
| Alfredo Foglino        | Club Nacional de Football |
| Juan Legnazzi          | CA Peñarol                |
| Sebastián Marroche     | Reformers Montevideo      |
| José Pérez             | CA Peñarol                |
| José Piendibene        | CA Peñarol                |
| Andrés Ravera          | CA Peñarol                |
| Angel Romano           | Club Nacional de Football |
| Pascual Ruotta         | CA Peñarol                |
| Carlos Scarone         | Club Nacional de Football |
| Pascual Somma          | Club Nacional de Football |
| Domingo Tejera         | Montevideo Wanderers      |
| Antonio Urdinarán      | Club Nacional de Football |
| Juan José Villar       | Universal Montevideo      |
| Alfredo Zibechi        | Club Nacional de Football |
| Armando Zibechi        | Montevideo Wanderers      |
| Trener: Ernesto Fígoli |                           |

## Mecze

### Brazylia–Chile
| BRAZYLIA – CHILE 1:0 (0:0)                                                                                           |
| --- |
| 11 września 1920, Valparaíso, Stadion Sporting Club (widzów 15 000)                                                  |
| Sędzia: Martín Aphesteguy                                                                                            |
| BRAZYLIA: Kuntz – De María, Martins – Rodrigo, Sisson, Fortes – Zezé I, Constantino, Castelhano, Junqueira, Alvariza |
| CHILE: Guerrero – Vergara, Poirier – Elgueta, Toro, Unzaga – Varas, Domínguez, Parra, France, Muñoz                  |
| Bramki: 1:0 Alvariza 53                                                                                              |

### Urugwaj–Argentyna
| URUGWAJ – ARGENTYNA 1:1 (1:0) |
| --- |
| 12 września 1920, Valparaíso, Stadion Sporting Club (widzów 17 000)                                                                |
| Sędzia: Francisco Jiménez |
| URUGWAJ: Legnazzi – Urdinarán, Foglino – Ruotta, Zibechi, Ravera – Somma, Pérez, Piendibene, Romano, Cámpolo                       |
| ARGENTYNA: Tesoriere – Cortella, Bearzotti – Frumento, Dellavalle, Uslenghi – Calomino, Libonatti, Badalini, Echeverría, De Miguel |
| Bramki: 1:0 Piendibene 10, 1:1 Echeverría 75                                                                                       |
| Uwaga: W 61 minucie Legnazzi obrobił rzut karny egzekwowany przez Calomino                                                         |

### Urugwaj–Brazylia
| URUGWAJ – BRAZYLIA 6:0 (3:0)                                                                                      |
| --- |
| 18 września 1920, Valparaíso, Stadion Sporting Club (widzów 9000)                                                 |
| Sędzia: Carlos Fanta                                                                                              |
| URUGWAJ: Legnazzi – Urdinarán, Foglino – Ruotta, Zibechi, Ravera – Somma, Pérez, Piendibene, Romano, Cámpolo      |
| BRAZYLIA: Kuntz – Telefone, Martins – Japonęs, Sisson, Fortes – Zezé I, De María, Castelhano, Junqueira, Alvariza |
| Bramki: 1:0 Romano 23, 2:0 Urdinarán 26 k, 3:0 Pérez 29, 4:0 Cámpolo 48, 5:0 Romano 60, 6:0 Pérez 65              |
| Uwaga: W drugiej połowie Urdinarán opuścił boisko z powodu kontuzji – resztę meczu Urugwaj grał w osłabieniu      |

### Argentyna–Chile
| ARGENTYNA – CHILE 1:1 (1:1) |
| --- |
| 20 września 1920, Valparaíso, Stadion Sporting Club (widzów 16 000)                                                               |
| Sędzia: Joăo De María |
| ARGENTYNA: Tesoriere – Cortella, Bearzotti – Frumento, Dellavalle, Uslenghi – Calomino, Libonatti, Badalini, Lucarelli, De Miguel |
| CHILE: Guerrero – Vergara, Poirier – Elgueta, Toro, Unzaga – Varas, Domínguez, Bolados, France, Muńoz                             |
| Bramki: 1:0 Dellavalle 13, 1:1 Bolados 30                                                                                         |

### Argentyna–Brazylia
| ARGENTYNA – BRAZYLIA 2:0 (1:0)                                                                                                 |
| --- |
| 25 września 1920, Valparaíso, Stadion Sporting Club (widzów 12 000)                                                            |
| Sędzia: Martín Aphesteguy |
| ARGENTYNA: Tesoriere – Cortella, Bearzotti – Frumento, Presta, Bruzzone – Calomino, Libonatti, Badalini, Echeverría, De Miguel |
| BRAZYLIA: Kuntz – Telefone, Martins – Japonęs, Sisson, Fortes – Zezé I, Constantino, Castelhano, Junqueira, Alvariza           |
| Bramki: 1:0 Echeverría 40, 2:0 Libonatti 73                                                                                    |

### Urugwaj–Chile
| URUGWAJ – CHILE 2:1 (1:0)                                                                                    |
| --- |
| 3 października 1920, Valparaíso, Stadion Sporting Club (widzów 16 000)                                       |
| Sędzia: Carlos Fanta                                                                                         |
| URUGWAJ: Legnazzi – Urdinarán, Foglino – Ruotta, Zibechi, Ravera – Somma, Pérez, Piendibene, Romano, Cámpolo |
| CHILE: Guerrero – Vergara, Poirier – Elgueta, Toro, Unzaga – Varas, Domínguez, Bolados, France, Muńoz        |
| Bramki: 1:0 Romano 37, 1:1 Domínguez 60, 2:1 Pérez 65                                                        |

## Podsumowanie

### Wyniki
Wszystkie mecze rozgrywano w Valparaíso na stadionie Sporting Club
| Chile     | 0 – 1 (0-0) | Brazylia  |
| Urugwaj   | 1 – 1 (1-0) | Argentyna |
| Urugwaj   | 6 – 0 (3-0) | Brazylia  |
| Chile     | 1 – 1 (1-1) | Argentyna |
| Argentyna | 2 – 0 (1-0) | Brazylia  |
| Chile     | 1 – 2 (0-1) | Urugwaj   |

### Tabela końcowa
| Poz | Klub      | Mecze | Zw | Rem | Por | Pkt | BrZd | BrStr |
| --- | --------- | ----- | -- | --- | --- | --- | ---- | ----- |
| 1   | URUGWAJ   | 3     | 2  | 1   | 0   | 5   | 9    | 2     |
| 2   | ARGENTYNA | 3     | 1  | 2   | 0   | 4   | 4    | 2     |
| 3   | BRAZYLIA  | 3     | 1  | 0   | 2   | 2   | 1    | 8     |
| 4   | CHILE     | 3     | 0  | 1   | 2   | 1   | 2    | 4     |

Czwartym triumfatorem turnieju Copa América został po raz trzeci zespół Urugwaju.

### Strzelcy bramek
| Gole | Piłkarze                                                                         |
| ---- | -------------------------------------------------------------------------------- |
| 3    | Pérez, Romano                                                                    |
| 2    | Echeverría                                                                       |
| 1    | Dellavalle, Libonatti Alvariza Bolados, Domínguez Cámpolo, Piendibene, Urdinarán |

### Sędziowie
| Mecze | Sędziowie                       |
| ----- | ------------------------------- |
| 2     | Carlos Fanta Martín Aphesteguy  |
| 1     | João DE MARÍA Francisco Jiménez |